# Matteo de Brienne
Matteo de Brienne, född 22 maj 2002 i Ottawa, Ontario, är en kanadensisk fotbollsspelare (vänsterback) som representerar Gais.

## Biografi
de Brienne inledde karriären i Ottawa South United och gick sommaren 2016 vidare till Vancouver Whitecaps FC:s akademi. 2020 skrev han på för Canadian Premier League-laget Atlético Ottawa, där han dock inte fick någon speltid under sin första säsong. Efter några klubbyten kom han till Valour FC, där han 2023 utsågs till ligans främsta U21-spelare. Inför säsongen 2024 återvände han till Atlético Ottawa, där han spelade 28 matcher och gjorde två assist.
Inför säsongen 2025 värvades de Brienne av allsvenska Gais, där han skrev på ett femårskontrakt. Han gjorde sitt första allsvenska mål den 19 juli 2025, då han nickade in 0–1 i en 0–3-seger mot Degerfors IF på Stora Valla.

## Spelstil
Gais tekniske direktör Magnus Sköldmark beskrev honom 2025 som en hårt arbetande, spelskicklig och löpvillig vänsterback med både defensiva och offensiva kvaliteter. Han har även spelat yttermittfältare och wingback.